# Thana Isor
Thana Isor (thailändisch ธนา อิซอ, * 20. März 2001), auch als Nan bekannt, ist ein thailändischer Fußballspieler.

## Karriere

### Verein
Thana Isor erlernte das Fußballspielen in der Jugendmannschaft des Assumption United FC in der thailändischen Hauptstadt Bangkok. Seinen ersten Vertrag unterschrieb er am 1. Dezember 2018 bei Muangthong United. Der Verein aus Pak Kret, einem nördlichen Vorort der Hauptstadt Bangkok, spielte in der ersten Liga, der Thai League. Die Saison 2020/21 wurde er an seinen Jugendverein Assumption United ausgeliehen. Mit Assumption spielte er zuletzt in der dritten Liga, der Thai League 3. Hier trat er mit dem Klub in der Western Region an. Für Assumption stand er 14-mal auf dem Spielfeld. Nach der Ausleihe kehrte er nicht zu Muangthong zurück. Am 1. Juni 2021 unterschrieb er einen Vertrag beim Erstligaaufsteiger Chiangmai United FC. Sein Erstligadebüt für den Klub aus Chiangmai gab Thana Isor am 19. September 2021 (4. Spieltag) im Auswärtsspiel gegen Buriram United. Hier wurde er in der 60. Minute für Surawich Logarwit eingewechselt. Buriram gewann das Spiel 4:0. Nach insgesamt 14 Ligaspielen wechselte er im Januar 2024 auf Leihbasis zum Bangkoker Zweitligisten Kasetsart FC. Für den Hauptstadtverein bestritt er 15 Zweitligaspiele. Nach der Ausleihe kehrte er im Sommer nach Chiangmai zurück. Nach insgesamt 21 Ligaspielen, wechselte er im Sommer 2025 nach Phrae zu dem ebenfalls in der zweiten Liga spielenden Phrae United FC.

### Nationalmannschaft
Thana Isor spielte 2019 dreimal in der thailändischen U18-Nationalmannschaft.